# Georg Walter
Georg Walter (Zalewo, 1420 circa – Greifswald, 1475) è stato un giurista tedesco.
Fu il primo professore di diritto dell'Università di Greifswald, appena fondata. 

## Biografia
Georg Walter si iscrisse all'Università di Lipsia nel 1442 come pauper (povero). Dal 1451 al 1456 studiò presso la facoltà di giurisprudenza dell'Università di Bologna, dove sostenne l'esame di licenza nel 1453 e conseguì il dottorato in diritto canonico nel 1456. Dal 1452 al 1454 fu procuratore dell'università. 
Amico di Heinrich Rubenow, fondatore dell'Università di Greifswald, alla sua istituzione nel 1456 ne divenne professore ordinario presso la facoltà di giurisprudenza e membro del concilium universitatis. Il suo compito consisteva nel tenere lezioni sul Decretum Gratiani e sui primi libri delle Decretali. Fu più volte decano della facoltà di giurisprudenza e sei volte rettore tra il 1458 e il 1475. Dopo la morte di Rubenow ne ricoprì la cattedra di professore ordinario. Nel 1464 fu vicerettore dell'università. Fu canonico presso la cattedrale di Greifswald e la cattedrale di Camminer e, dal 1469, presso la Marienkirche a Stettino. 
Come noto studioso competente anche nella pratica del diritto, accompagnò Matthias Wedel e Johannes Parleberg alla corte imperiale di Vienna nel 1465 per negoziare la controversia sulla successione di Stettino. Dopo la morte di Wedel, nel 1471 i duchi Eric II e Vratislao X di Pomerania-Wolgast lo inviarono per la stessa missione alla dieta a Ratisbona. Insieme a Hermann Slupwachter e Johannes Parleberg, riuscì nel 1472 a persuadere l'elettore brandeburghese Alberto III a concludere un trattato di pace a Prenzlau mantenendo i diritti della linea Wolgast del casato di Greifen. 
Georg Walter lasciò in eredità la sua biblioteca alla facoltà di giurisprudenza e i suoi quaderni universitari al suo successore Parleberg, che in seguito li passò a Johannes Meilof.

## Opere

### Manoscritti
- Greifswald, Bibliothek des Geistlichen Ministeriums, Handschriften, Ms 1.A.I.